# Dicromantispa gracilis
Dicromantispa gracilis är en insektsart som först beskrevs av Wilhelm Ferdinand Erichson 1839.  Dicromantispa gracilis ingår i släktet Dicromantispa och familjen fångsländor. Inga underarter finns listade i Catalogue of Life.